# 米瑟尔瓦尔登
米瑟尔瓦尔登（德語：Misselwarden，發音：[ˈmɪsl̩vaʁdn̩]）是德国下萨克森州库克斯港县曾经的一个市镇，面积10.32平方千米，2024年12月31日人口为405人。2015年1月1日，米瑟尔瓦尔登与另外7个市镇合并为新市镇武斯特诺德塞屈斯特。